# Lambdapunkt

Värmekapacitivitet hos helium vid låga temperaturer

Lambdapunkten är den temperatur då flytande helium (helium I) övergår till supraflytande helium (helium II). I 4He vid atmosfärstryck sker övergången vid temperaturen 2,17 K. Värmekapacitiviteten vid Lambdapunkten är mycket hög.
Namnet kommer av diagrammet för värmekapacitivitet som funktion av temperaturen, vilket ser ut som den grekiska bokstaven λ (lambda).